# Karím Benúnesz
Karím ben Únesz (arabul: كريم بن وناس, franciául: Karim Benounes; Lille, 1984. február 9. –) algériai labdarúgó, egyszeres válogatott.

## Pályafutása
A Franciaországban született támadó középpályás az Olympique Lille csapatában nevelkedett, majd pályafutása során sok helyen megfordult, hat év alatt hat csapata is volt. Egy alkalommal az algériai válogatottban is pályára lépett. 2010. február 8-án került a Fáy utcába a Vasashoz. Első idényében bevette (többek között) a Ferencváros és a Honvéd kapuját is.
Nyáron az angyalföldi klub új szerződést kínált neki, ezt nem fogadta el, így próbajátékra ment Görögországba és Franciaországba is. Mivel külföldön nem járt sikerrel, illetve a Vasas vezetése is jobb ajánlatot kínált, 2012. december 31-éig szóló szerződést írt alá.

## Mérkőzései az algír válogatottban
| #  | Dátum           | Ellenfél | Eredmény | Kiírás        | Esemény    |
| -- | --------------- | -------- | -------- | ------------- | ---------- |
| 1. | 2003. július 6. | Csád     | 0 – 0    | ANK-selejtező | becserélve |